# Emil Flecken
Emil Flecken (* 22. Januar 1890 in Süchteln, Kreis Kempen, Rheinprovinz; † 31. Januar 1981 in Köln-Rodenkirchen) war ein deutscher Porträt-, Figuren- und Landschaftsmaler der Düsseldorfer Schule sowie Lehrer der Kölner Werkschulen.

## Leben
Emil Flecken besuchte das Marzellengymnasium in Köln von 1901 bis 1911. Danach studierte er von 1911 bis 1913 Malerei an den Kunstakademien von Düsseldorf und München. Während seine zunächst an der Düsseldorfer Akademie geschulte Kunst eine impressionistische Malerei hervorbrachte, begegnete ihm an der Münchner Akademie der Lehrer Max Doerner, der einen technischen Bildaufbau nach dem Vorbild Alter Meister unterrichtete.
Als der Erste Weltkrieg ausbrach, wurde Flecken zum Militärdienst eingezogen. Am Krieg nahm er zunächst an der West-, dann an der Ostfront teil. Wegen einer in Galizien erlittenen Verwundung wurde er 1916 aus dem Kriegsdienst entlassen. Danach setzte er sein Malereistudium an der Kunstakademie Düsseldorf fort, wo er schließlich Meisterschüler des Porträt- und Landschaftsmalers Franz Kiederich wurde.
Im Zusammenhang mit einem seiner ersten Porträtaufträge, den Kölner Domprediger Dionysius Ortsiefer zu malen, zog Flecken 1919 nach Köln. Dort stellte ihm der Kunstsammler Robert Heuser (1864–1938), der letzte Inhaber der bekannten und im Jahre 1926 aufgelösten Kölner Firma P. G. Heuser Söhne, im alten Richmodis-Haus am Neumarkt Atelier und Wohnung zur Verfügung. Er lebte und arbeitete dort bis 1927.
Ab 1926 unternahm Flecken eine Reihe von Reisen, 1926 zu einem längeren Studienaufenthalt in Paris, dem Reisen nach Südfrankreich und Algier, zu den Kanarischen Inseln und zur Insel São Tomé folgten. Die auf diesen Reisen gezeigten Aquarelle stellte er im Kunstsalon von Hermann Abels (1892–1956) in Köln aus. In dieser Zeit lernte er den Maler Heinrich Brüne kennen. 1929/1930 lebte Flecken für mehrere Monate in der portugiesischen Kolonie Angola. 
Danach ging er wieder nach Köln. Zusammen mit Franz Brantzky und anderen Kölner Künstlern zog er in das von Brantzky entworfene Atelier-Haus Bonner Straße 500. Dort begann eine schaffensreiche Zeit, in der zahlreiche Bildnisse, Landschaften und figürliche Kompositionen entstanden. 
In der Zeit des Nationalsozialismus war Flecken Mitglied der Reichskammer der bildenden Künste. Für diese Zeit ist seine Teilnahme an 16 Gruppenausstellungen sicher belegt. 1934 wurde er Mitglied der „Ausstellungsgemeinschaft Kölner Künstler“ und der Rheinischen Sezession in Düsseldorf. 1936 nahm er an den Kunstwettbewerben der Olympischen Sommerspiele 1936 in Berlin teil. 1939 war er mit dem Ölgemälde Damenbildnis / Frau Dr. H. Pfeiffer auf der Großen Deutsche Kunstausstellung in München vertreten. Als Nachfolger von Robert Seuffert wurde Flecken 1936 als Lehrer an die Kölner Werkschulen berufen. Dort wirkte er bis 1946. Zu seinen Schülern zählte Konrad Schaefer. Anschließend war er wieder als freischaffender Künstler tätig. In den Jahren von 1946 bis 1964 engagierte er sich als Vorsitzender des „Wirtschaftsverbands Bildender Künstler“ (Bezirksgruppe Köln/Aachen) sowie als Mitglied des „Westdeutschen Künstlerbundes“ in Hagen. Von 1958 bis 1966 war er Vorstandsmitglied des „Verbandes der Freien Berufe“ in Düsseldorf. 1982 erwarb die Stadt Viersen Fleckens Nachlass und übernahm ihn in den Bestand der Städtischen Galerie im Park.

## Werk (Auswahl)
- Alter Mann, 1916
- Selbstbildnis in Uniform, 1916
- Garten des alten Richmodis-Hauses, 1920
- Bildnis Margot Flecken, 1922
- Niederrheinisches Haus 1925
- Selbstbildnis mit Pelzmütze (Selbstbildnis mit Nelke), 1927
- Heiliger Franziskus, den Vögeln predigend, 1927
- Ansicht der Clemens-Kirche, Mülheim, um 1929
- Soba mit Adjutant, 1929
- Große Sisal-Ernte, 1932
- Cellisten, 1967